# Oraovica, Radoviš
Oraovica (makedonska: Ораовица) är en ort i Nordmakedonien. Den ligger i kommunen Radoviš, i den östra delen av landet, 100 km öster om huvudstaden Skopje. Oraovica ligger 358 meter över havet och antalet invånare är 3 776.